# Zele Gábor
Zele Gábor (Budapest, 1954. július 8. – 2021. november) labdarúgó, középpályás.

## Pályafutása
1974 és 1976 között a holland FC Twente labdarúgója volt. Tagja volt az 1974–75-ös idényben az UEFA-kupa döntős csapatnak, de a döntő mérkőzésein nem lépett pályára. 1976 és 1978 között a nyugatnémet FSV Frankfurt, majd 1978 és 1986 között az SC Freiburg csapatában szerepelt. 1986-ban Svájcba szerződött az FC Nordstern Basel együtteséhez

## Sikerei, díjai
- UEFA-kupa
  - döntős: 1974–75